# 塞拉菲诺·马扎罗基
塞拉菲诺·马扎罗基（義大利語：Serafino Mazzarocchi，1890年2月2日—1961年4月21日），生于蒙泰格拉纳罗，意大利前男子竞技体操运动员。他曾获得1912年夏季奥运会体操比赛男子团体全能金牌。